# Smithorchis
Smithorchis es un género monotípico de orquídeas perteneciente a la subfamilia Orchidoideae. Su única especie es  Smithorchis calceoliformis (W.W.Sm.) Tang & Wang, es originaria de China (Yunnan).

## Descripción
Es una orquídea de hábitos terrestres con tubérculos como rizomas. Las hojas son lanceoladas y la inflorescencia es terminal y se presenta en forma de racimo.

## Sinonimia
- Herminium calceoliforme W.W.Sm.[3]